# Inácio do Nascimento Morais Cardoso
Inácio do Nascimento Morais Cardoso, portugalski rimskokatoliški duhovnik, škof in kardinal, * 20. december 1811, Murcia, † 23. februar 1883.

## Življenjepis
19. decembra 1835 je prejel duhovniško posvečenje in leta 1863 še škofovsko posvečenje.
28. septembra 1863 je bil imenovan za škofa Fara.
25. aprila 1871 je bil imenovan za patriarha Lizbone.
22. decembra 1873 je bil povzdignjen v kardinala in imenovan za kardinal-duhovnika Ss. Nereo ed Achilleo.